# Poecilus versicolor
Poecilus versicolor é uma espécie de insetos coleópteros pertencente à família Carabidae.
A autoridade científica da espécie é Sturm, tendo sido descrita no ano de 1824.
Trata-se de uma espécie presente no território português.